# Dietrich Weber
Dietrich Weber (* 26. Juli 1935 in Rathenow; † 14. September 2008 ebenda) war ein deutscher Germanist und Literaturwissenschaftler.
Geboren und aufgewachsen im Havelland, promovierte Weber 1963 an der Universität Hamburg. 1967 kam er als Wissenschaftlicher Mitarbeiter Herbert Singers († 1970) an die Universität zu Köln, wo er sich im Jahre 1974 habilitierte. 1975 erhielt Dietrich Weber einen Ruf als Professor für Allgemeine Literaturwissenschaft an die Bergische Universität-Gesamthochschule Wuppertal, wo er sich als Gründungsdekan des Fachbereichs Sprach- und Literaturwissenschaften große Verdienste erwarb.
Auf dem Gebiet der Erzählforschung vertrat er gegen Kaysers These, dass jede fiktionale Erzählung einen fiktiven Erzähler enthalten müsse, die Lehre von der Wählbarkeit des Erzählers: Autoren stehe es frei, einen Erzähler sprechen zu lassen oder selbst zu erzählen. Neben der Erzähltheorie war das Werk des österreichischen Schriftsteller Heimito von Doderer Schwerpunkt seiner Forschungen. Dietrich Weber, der im Jahr 2000 emeritiert wurde, war Ehrenmitglied der Heimito von Doderer-Gesellschaft, Mitglied des Wuppertaler Zentrums für Erzählforschung und einer der Hauptherausgeber der Wuppertaler Schriften zur Allgemeinen Literaturwissenschaft.

## Schriften (Auswahl)
- Heimito von Doderer. Studien zu seinem Romanwerk. Beck, München 1963 (Buchausgabe der Dissertation)
- Theorie der analytischen Erzählung, Beck, München 1975 (Buchausgabe der Habil.-Schrift)
- Heimito von Doderer, Beck, München 1987
- Der Geschichtenerzählspieler. Ein Begreifbuch von höheren und niederen ErzählSachen. Wuppertal 1989.
- Erzählliteratur, Vandenhoeck und Ruprecht, Göttingen 1998